# Centrale Crisis Controle Dienst
De Centrale Crisis Controle Dienst (CCCD), later Crisis Controle Dienst (CCD of C.C.D.), was een Nederlandse overheidsdienst die in 1934 werd opgericht en, onder verschillende naamvariaties, tot 1954 bleef bestaan. Ze hield vooral toezicht op de handel in schaarse goederen. Gedurende de bezetting van Nederland door de Duitsers in de Tweede Wereldoorlog had de dienst onder meer de taak om de wijdverbreide zwarte handel te bestrijden. Strenge controles werden door de CCD uitgevoerd tijdens het binnenhalen van de oogst. Wie betrapt werd op zwarte handel kon op een zware straf rekenen. Men schat dat er enkele honderden Nederlanders zijn omgekomen in concentratiekampen nadat zij waren opgepakt wegens zwarte handel.
Ook de verzameling en distributie van uitgeworpen levensmiddelen in mei 1945 stond onder controle van de CCD.
In 1954 werd de CCD vervangen door de Algemene Inspectiedienst (AID) bij Koninklijk Besluit van 19 januari 1954 no. 13.

## Hongertochten
Beambten van de dienst werden ook ingezet om de voedseltochten van de noodlijdende bevolking vanuit West-Nederland te controleren. Het op het platteland verkregen voedsel, zoals aardappels, spek of kaas, was niet in het kader van de voedseldistributie aangeschaft en werd daarom vaak in beslag genomen. De CCD werd hierbij bijgestaan door de Nederlandse Landwacht, ofwel Jan-Hagel. CCD-controleposten waren te herkennen aan een bord met de tekst: "Halt CCD".

## Illegaliteit
Sommige controleurs van de dienst deden ook illegaal werk. Zo maakten ze bijvoorbeeld illegale voedselbevoorrading van verzetsgroepen en in het interneringskamp te St.Michielsgestel verblijvenden mogelijk. Er zijn na de oorlog CCD-controleurs onderscheiden voor de door hen verrichte ondersteuning. Op de Erelijst der Gevallenen van de Staten-Generaal staat de naam van Peter Korsten uit Helden, Limburg. Hij wist als controleur de bezetter te misleiden door met zeepsop rond mond en klauwen van in beslag genomen kudden vee te doen als dit vee de Duitse veestapel zou kunnen besmetten met het dodelijk mond-en-klauwzeer. Het gezonde vlees ging zo naar het Verzet.

## Latere fusies
|  |  |  |  | Keuringsdienst van Waren (1893) | Keuringsdienst van Waren (1893) | Keuringsdienst van Waren (1893) | Keuringsdienst van Waren (1893) | Keuringsdienst van Waren (1893)                                  | Keuringsdienst van Waren (1893)                                  |                                                                                              |                                                                  | Inspectie Levensmiddelen Inspectie Drankwet                      | Inspectie Levensmiddelen Inspectie Drankwet                      | Inspectie Levensmiddelen Inspectie Drankwet | Inspectie Levensmiddelen Inspectie Drankwet | Inspectie Levensmiddelen Inspectie Drankwet | Inspectie Levensmiddelen Inspectie Drankwet |  |  | Gemeentelijke vleeskeuringsdiensten                 | Gemeentelijke vleeskeuringsdiensten                 | Gemeentelijke vleeskeuringsdiensten                 | Gemeentelijke vleeskeuringsdiensten                 | Gemeentelijke vleeskeuringsdiensten                 | Gemeentelijke vleeskeuringsdiensten                 |  |  |  |  | Centrale Crisis Controle Dienst (1934) | Centrale Crisis Controle Dienst (1934) | Centrale Crisis Controle Dienst (1934) | Centrale Crisis Controle Dienst (1934) | Centrale Crisis Controle Dienst (1934) | Centrale Crisis Controle Dienst (1934) |  |  |  |  |  |  | Plantenziektenkundige Dienst (1899) | Plantenziektenkundige Dienst (1899) | Plantenziektenkundige Dienst (1899) | Plantenziektenkundige Dienst (1899) | Plantenziektenkundige Dienst (1899) | Plantenziektenkundige Dienst (1899) |
|  |  |  |  | Keuringsdienst van Waren (1893) | Keuringsdienst van Waren (1893) | Keuringsdienst van Waren (1893) | Keuringsdienst van Waren (1893) | Keuringsdienst van Waren (1893)                                  | Keuringsdienst van Waren (1893)                                  |                                                                                              |                                                                  | Inspectie Levensmiddelen Inspectie Drankwet                      | Inspectie Levensmiddelen Inspectie Drankwet                      | Inspectie Levensmiddelen Inspectie Drankwet | Inspectie Levensmiddelen Inspectie Drankwet | Inspectie Levensmiddelen Inspectie Drankwet | Inspectie Levensmiddelen Inspectie Drankwet |  |  | Gemeentelijke vleeskeuringsdiensten                 | Gemeentelijke vleeskeuringsdiensten                 | Gemeentelijke vleeskeuringsdiensten                 | Gemeentelijke vleeskeuringsdiensten                 | Gemeentelijke vleeskeuringsdiensten                 | Gemeentelijke vleeskeuringsdiensten                 |  |  |  |  | Centrale Crisis Controle Dienst (1934) | Centrale Crisis Controle Dienst (1934) | Centrale Crisis Controle Dienst (1934) | Centrale Crisis Controle Dienst (1934) | Centrale Crisis Controle Dienst (1934) | Centrale Crisis Controle Dienst (1934) |  |  |  |  |  |  | Plantenziektenkundige Dienst (1899) | Plantenziektenkundige Dienst (1899) | Plantenziektenkundige Dienst (1899) | Plantenziektenkundige Dienst (1899) | Plantenziektenkundige Dienst (1899) | Plantenziektenkundige Dienst (1899) |
|  |  |  |  |                                 |                                 |                                 |                                 |                                                                  |                                                                  |                                                                                              |                                                                  |                                                                  |                                                                  | |                                             |                                             |                                             |  |  |                                                     |                                                     |                                                     |                                                     |                                                     |                                                     |  |  |  |  |                                        |                                        |                                        |                                        |                                        |                                        |  |  |  |  |  |  |                                     |                                     |                                     |                                     |                                     |                                     |
|  |  |  |  |                                 |                                 |                                 |                                 | Inspectie Gezondheidsbescherming/Keuringsdienst van Waren (1990) | Inspectie Gezondheidsbescherming/Keuringsdienst van Waren (1990) | Inspectie Gezondheidsbescherming/Keuringsdienst van Waren (1990)                             | Inspectie Gezondheidsbescherming/Keuringsdienst van Waren (1990) | Inspectie Gezondheidsbescherming/Keuringsdienst van Waren (1990) | Inspectie Gezondheidsbescherming/Keuringsdienst van Waren (1990) | |                                             |                                             |                                             |  |  | Rijksdienst voor de keuring van Vee en Vlees (1980) | Rijksdienst voor de keuring van Vee en Vlees (1980) | Rijksdienst voor de keuring van Vee en Vlees (1980) | Rijksdienst voor de keuring van Vee en Vlees (1980) | Rijksdienst voor de keuring van Vee en Vlees (1980) | Rijksdienst voor de keuring van Vee en Vlees (1980) |  |  |  |  | Algemene Inspectiedienst (1954)        | Algemene Inspectiedienst (1954)        | Algemene Inspectiedienst (1954)        | Algemene Inspectiedienst (1954)        | Algemene Inspectiedienst (1954)        | Algemene Inspectiedienst (1954)        |  |  |  |  |  |  |                                     |                                     |                                     |                                     |                                     |                                     |
|  |  |  |  |                                 |                                 |                                 |                                 | Inspectie Gezondheidsbescherming/Keuringsdienst van Waren (1990) | Inspectie Gezondheidsbescherming/Keuringsdienst van Waren (1990) | Inspectie Gezondheidsbescherming/Keuringsdienst van Waren (1990)                             | Inspectie Gezondheidsbescherming/Keuringsdienst van Waren (1990) | Inspectie Gezondheidsbescherming/Keuringsdienst van Waren (1990) | Inspectie Gezondheidsbescherming/Keuringsdienst van Waren (1990) | |                                             |                                             |                                             |  |  | Rijksdienst voor de keuring van Vee en Vlees (1980) | Rijksdienst voor de keuring van Vee en Vlees (1980) | Rijksdienst voor de keuring van Vee en Vlees (1980) | Rijksdienst voor de keuring van Vee en Vlees (1980) | Rijksdienst voor de keuring van Vee en Vlees (1980) | Rijksdienst voor de keuring van Vee en Vlees (1980) |  |  |  |  | Algemene Inspectiedienst (1954)        | Algemene Inspectiedienst (1954)        | Algemene Inspectiedienst (1954)        | Algemene Inspectiedienst (1954)        | Algemene Inspectiedienst (1954)        | Algemene Inspectiedienst (1954)        |  |  |  |  |  |  |                                     |                                     |                                     |                                     |                                     |                                     |
|  |  |  |  |                                 |                                 |                                 |                                 |                                                                  |                                                                  |                                                                                              |                                                                  |                                                                  |                                                                  | |                                             |                                             |                                             |  |  |                                                     |                                                     |                                                     |                                                     |                                                     |                                                     |  |  |  |  |                                        |                                        |                                        |                                        |                                        |                                        |  |  |  |  |  |  |                                     |                                     |                                     |                                     |                                     |                                     |
|  |  |  |  |                                 |                                 |                                 |                                 |                                                                  |                                                                  | Inspectie Waren en Veterinaire Zaken (1998) Keuringsdienst van Waren Veterinair Toezicht RVV |                                                                  |                                                                  |                                                                  | |                                             |                                             |                                             |  |  |                                                     |                                                     |                                                     |                                                     |                                                     |                                                     |  |  |  |  |                                        |                                        |                                        |                                        |                                        |                                        |  |  |  |  |  |  |                                     |                                     |                                     |                                     |                                     |                                     |
|  |  |  |  |                                 |                                 |                                 |                                 |                                                                  |                                                                  |                                                                                              |                                                                  |                                                                  |                                                                  | |                                             |                                             |                                             |  |  |                                                     |                                                     |                                                     |                                                     |                                                     |                                                     |  |  |  |  |                                        |                                        |                                        |                                        |                                        |                                        |  |  |  |  |  |  |                                     |                                     |                                     |                                     |                                     |                                     |
|  |  |  |  |                                 |                                 |                                 |                                 |                                                                  |                                                                  |                                                                                              |                                                                  |                                                                  |                                                                  | |                                             |                                             |                                             |  |  |                                                     |                                                     |                                                     |                                                     |                                                     |                                                     |  |  |  |  |                                        |                                        |                                        |                                        |                                        |                                        |  |  |  |  |  |  |                                     |                                     |                                     |                                     |                                     |                                     |
|  |  |  |  |                                 |                                 |                                 |                                 |                                                                  |                                                                  |                                                                                              |                                                                  |                                                                  |                                                                  | Voedsel- en Warenautoriteit (2002) Keuringsdienst van Waren (2002–2006) Rijksdienst voor de keuring van Vee en Vlees (2002–2006) Algemene Inspectiedienst (2010–2011) Plantenziektenkundige Dienst (2010–2011) |                                             |                                             |                                             |  |  |                                                     |                                                     |                                                     |                                                     |                                                     |                                                     |  |  |  |  |                                        |                                        |                                        |                                        |                                        |                                        |  |  |  |  |  |  |                                     |                                     |                                     |                                     |                                     |                                     |
|  |  |  |  |                                 |                                 |                                 |                                 |                                                                  |                                                                  |                                                                                              |                                                                  |                                                                  |                                                                  | |                                             |                                             |                                             |  |  |                                                     |                                                     |                                                     |                                                     |                                                     |                                                     |  |  |  |  |                                        |                                        |                                        |                                        |                                        |                                        |  |  |  |  |  |  |                                     |                                     |                                     |                                     |                                     |                                     |
|  |  |  |  |                                 |                                 |                                 |                                 |                                                                  |                                                                  |                                                                                              |                                                                  |                                                                  |                                                                  | |                                             |                                             |                                             |  |  |                                                     |                                                     |                                                     |                                                     |                                                     |                                                     |  |  |  |  |                                        |                                        |                                        |                                        |                                        |                                        |  |  |  |  |  |  |                                     |                                     |                                     |                                     |                                     |                                     |
|  |  |  |  |                                 |                                 |                                 |                                 |                                                                  |                                                                  |                                                                                              |                                                                  |                                                                  |                                                                  | Nederlandse Voedsel- en Warenautoriteit (2012) |                                             |                                             |                                             |  |  |                                                     |                                                     |                                                     |                                                     |                                                     |                                                     |  |  |  |  |                                        |                                        |                                        |                                        |                                        |                                        |  |  |  |  |  |  |                                     |                                     |                                     |                                     |                                     |                                     |